# مایکروفیت
مایکروفیت (Microfit) یک بسته آماری است که توسط بهرام پسران و محمد هاشم پسران ایجاد شده و توسط انتشارات دانشگاه آکسفورد منتشر شده است.  این نرم‌افزار برای مدل‌های اقتصادسنجی با داده‌های سری زمانی طراحی شده است. 